# Ptychomitrium crispatum
Ptychomitrium crispatum là một loài rêu trong họ Ptychomitriaceae. Loài này được (Hedw.) A. Jaeger mô tả khoa học đầu tiên năm 1874.